# Frecuencia de Brunt-Väisälä
En dinámica atmosférica, oceanografía, astrosismología y geofísica, la frecuencia de Brunt-Väisälä, o frecuencia de flotación', es una medida de la estabilidad de un fluido ante desplazamientos verticales como los causados por la convección. Más concretamente, es la frecuencia con la que una parcela desplazada verticalmente oscilará dentro de un entorno estáticamente estable. Recibe su nombre de David Brunt y Vilho Väisälä. Puede utilizarse como medida de la estratificación atmosférica.

## Derivación para un fluido general
Consideremos una parcela de agua o gas que tiene densidad {\displaystyle \rho _{0}}. Esta parcela se encuentra en un entorno de otras partículas de agua o gas donde la densidad del entorno es una función de la altura: {\displaystyle \rho =\rho (z)}. Si la parcela se desplaza un pequeño incremento vertical {\displaystyle z'}, y mantiene su densidad original, por lo que su volumen no cambia, estará sometida a una fuerza gravitatoria extra contra su entorno de:
{\displaystyle \rho _{0}{\frac {\partial ^{2}z'}{\partial t^{2}}}=-g\left[\rho (z)-\rho (z+z')\right]}
donde {\displaystyle g} es la aceleración gravitatoria, y se define como positiva. Hacemos una aproximación lineal a {\displaystyle \rho (z+z')-\rho (z)={\frac {\partial \rho (z)}{\partial z}}z'}, y sustituyendo {\displaystyle \rho _{0}} por el RHS:
{\displaystyle {\frac {\partial ^{2}z'}{\partial t^{2}}}={\frac {g}{\rho _{0}}}{\frac {\partial \rho (z)}{\partial z}}z'}
La anterior ecuación diferencial de segundo orden tiene soluciones directas de:
{\displaystyle z'=z'_{0}e^{i{\sqrt {N^{2}}}t}\!}
donde la frecuencia de Brunt-Väisälä {\displaystyle N} es:
{\displaystyle N={\sqrt {-{\frac {g}{\rho _{0}}}{\frac {\partial \rho (z)}{\partial z}}}}}
Para valores negativos de {\displaystyle {\frac {\partial \rho (z)}{\partial z}}}, el desplazamiento {\displaystyle z'} tiene soluciones oscilantes (y N da nuestra frecuencia angular). Si es positivo, entonces hay un crecimiento de fuga, es decir, el fluido es estáticamente inestable.

## En meteorología y astrofísica
Para una burbuja de gas, la densidad sólo permanecerá fija como se supone en la derivación anterior si la presión, {\displaystyle P}, es constante con la altura, lo que no es cierto en una atmósfera confinada por la gravedad. En cambio, la parcela se expandirá adiabáticamente a medida que la presión disminuya. Por lo tanto, una formulación más general utilizada en meteorología es:
{\displaystyle N\equiv {\sqrt {{\frac {g}{\theta }}{\frac {d\theta }{dz}}}}}, donde {\displaystyle \theta } es la temperatura potencial, {\displaystyle g} es la aceleración local de la gravedad, y {\displaystyle z} es la  altura geométrica.
Puesto que {\displaystyle \theta =T(P_{0}/P)^{R/c_{P}}}, donde {\displaystyle P_{0}} es una presión de referencia constante, para un gas perfecto esta expresión es equivalente a:
{\displaystyle N^{2}\equiv g\left\{{\frac {1}{T}}{\frac {dT}{dz}}-{\frac {R}{c_{P}}}{\frac {1}{P}}{\frac {dP}{dz}}\right\}=g\left\{{\frac {1}{T}}{\frac {dT}{dz}}-{\frac {\gamma -1}{\gamma }}{\frac {1}{P}}{\frac {dP}{dz}}\right\}},
donde en la última forma {\displaystyle \gamma =c_{P}/c_{V}}, es el  índice adiabático. Utilizando la ley de los gases ideales, podemos eliminar la temperatura para expresar {\displaystyle N^{2}} en términos de presión y densidad: 
{\displaystyle N^{2}\equiv g\left\{{\frac {1}{\gamma }}{\frac {1}{P}}{\frac {dP}{dz}}-{\frac {1}{\rho }}{\frac {d\rho }{dz}}\right\}=g\left\{{\frac {1}{\gamma }}{\frac {d\ln P}{dz}}-{\frac {d\ln \rho }{dz}}\right\}}.
Esta versión es de hecho más general que la primera, ya que se aplica cuando la composición química del gas varía con la altura, y también para los gases imperfectos con índice adiabático variable, en cuyo caso {\displaystyle \gamma \equiv \gamma _{01}=(\partial \ln P/\partial \ln \rho )_{S}},  es decir, la derivada se toma a entropía constante, {\displaystyle S}.
Si se empuja una burbuja de gas hacia arriba y {\displaystyle N^{2}>0}, la parcela de aire se moverá hacia arriba y hacia abajo alrededor de la altura en la que la densidad de la parcela coincida con la densidad del aire circundante. Si el paquete de aire es empujado hacia arriba y {\displaystyle N^{2}=0}, el paquete de aire no se moverá más. Si la parcela de aire es empujada hacia arriba y {\displaystyle N^{2}<0}, (es decir, la frecuencia de Brunt-Väisälä es imaginaria), entonces la parcela de aire subirá y subirá a menos que {\displaystyle N^{2}} vuelva a ser positivo o cero más arriba en la atmósfera. En la práctica, esto conduce a la convección y, por tanto, el criterio de Schwarzschild para la estabilidad frente a la convección (o el Criterio de Ledoux si hay estratificación composicional) es equivalente a la afirmación de que {\displaystyle N^{2}} debe ser positivo.
La frecuencia de Brunt-Väisälä aparece comúnmente en las ecuaciones termodinámicas de la atmósfera y en la estructura de las estrellas.

## En oceanografía
En el océano, donde la salinidad es importante, o en los lagos de agua dulce cercanos a la congelación, donde la densidad no es una función lineal de la temperatura: {\displaystyle N\equiv {\sqrt {-{g \over {\rho }}{d\rho  \over {dz}}}}}donde {\displaystyle \rho }, la densidad potencial, depende tanto de la temperatura como de la salinidad. Un ejemplo de la oscilación de Brunt-Väisälä en un líquido de densidad estratificada puede observarse en la película "Magic Cork movie" here .

## Contexto
El concepto deriva de la Segunda Ley de Newton cuando se aplica a una burbuja de fluido en presencia de una estratificación de fondo (en la que la densidad cambia en la vertical, es decir, se puede decir que la densidad tiene múltiples capas verticales). La burbuja, perturbada verticalmente desde su posición inicial, experimenta una aceleración vertical. Si la aceleración vuelve al valor inicial, se dice que la estratificación es estable y la burbuja oscila verticalmente. En este caso  N2 > 0 y la frecuencia angular de oscilación está dada por N. Si la aceleración se aleja de la posición inicial (N2 < 0), la estratificación es inestable.  En este caso, generalmente se produce un vuelco o una convección.